# Neuaufnahmen in das UNESCO-Kultur- und -Naturerbe 1985
Im Jahr 1985 fanden die im Folgenden aufgeführten Neuaufnahmen in das UNESCO-Kultur- und -Naturerbe statt.

## Welterbe
Auf seiner neunten Sitzung vom 2. bis 6. Dezember 1985 in Paris nahm das Welterbekomitee 30 Stätten aus 18 Ländern neu in die Liste des UNESCO-Welterbes auf, davon 25 Kulturerbestätten (K), vier Naturerbestätten (N) und eine gemischte Stätte (K/N).

### Welterbeliste
Folgende Stätten wurden neu in die Welterbeliste eingetragen:
| Vertragsstaat(en) | Bezeichnung                                                    | Typ | Ref. | Anmerkungen                                                                             |
| ----------------- | -------------------------------------------------------------- | --- | ---- | --------------------------------------------------------------------------------------- |
| Bangladesch       | Historische Moscheenstadt Bagerhat (Lage)                      | K   | 321  |                                                                                         |
| Bangladesch       | Ruinen des buddhistischen Klosters von Paharpur (Lage)         | K   | 322  |                                                                                         |
| Benin             | Königspaläste von Abomey (Lage)                                | K   | 323  |                                                                                         |
| Brasilien         | Historisches Zentrum von Salvador da Bahia (Lage)              | K   | 309  | Altstadt von Salvador da Bahia                                                          |
| Brasilien         | Heiligtum Bom Jesus do Congonhas (Lage)                        | K   | 334  |                                                                                         |
| Bulgarien         | Thrakergrab von Sweschtari (Lage)                              | K   | 359  |                                                                                         |
| Deutschland       | Dom und Michaeliskirche in Hildesheim (Lage)                   | K   | 187  |                                                                                         |
| Frankreich        | Römischer Aquädukt Pont du Gard (Lage)                         | K   | 344  |                                                                                         |
| Indien            | Nationalpark Kaziranga (Lage)                                  | N   | 337  |                                                                                         |
| Indien            | Wildschutzgebiet Manas (Lage)                                  | N   | 338  |                                                                                         |
| Indien            | Nationalpark Keoladeo (Lage)                                   | N   | 340  |                                                                                         |
| Irak              | Hatra (Lage)                                                   | K   | 277  |                                                                                         |
| Jordanien         | Petra (Lage)                                                   | K   | 326  |                                                                                         |
| Jordanien         | Qusair 'Amra (Lage)                                            | K   | 327  |                                                                                         |
| Kanada            | Historisches Viertel von Québec (Lage)                         | K   | 300  |                                                                                         |
| Libyen            | Stätten der Felsbildkunst von Tadrart Acacus (Lage)            | K   | 287  |                                                                                         |
| Marokko           | Medina von Marrakesch (Lage)                                   | K   | 331  | umfasst die Medina, die Agdal-Gärten und den Menara-Garten von Marrakesch               |
| Norwegen          | Felsbildkunst von Alta (Lage)                                  | K   | 352  |                                                                                         |
| Peru              | Chavin (Archäologische Stätte) (Lage)                          | K   | 330  |                                                                                         |
| Peru              | Nationalpark Huascarán (Lage)                                  | N   | 333  |                                                                                         |
| Spanien           | Altamira-Höhle (Lage)                                          | K   | 310  | 2008 erweitert zu Altamira-Höhle und paleolithische Höhlenkunst von Nordspanien         |
| Spanien           | Altstadt von Segovia mit Aquädukt (Lage)                       | K   | 311  | Altstadt von Segovia mit Aquädukt                                                       |
| Spanien           | Kirchen des Königreiches Asturien (Lage)                       | K   | 312  | 1998 erweitert zu Denkmäler von Oviedo und des Königreiches Asturien                    |
| Spanien           | Altstadt von Santiago de Compostela (Lage)                     | K   | 347  | Altstadt von Santiago de Compostela                                                     |
| Spanien           | Altstadt von Ávila und Kirchen außerhalb der Stadtmauer (Lage) | K   | 348  | umfasst die Altstadt von Ávila innerhalb der Stadtmauer und zehn weitere sakrale Bauten |
| Tunesien          | Punische Stadt Kerkouan (Lage)                                 | K   | 332  | 1986 erweitert zu Punische Stadt Kerkouan und ihre Nekropole                            |
| Türkei            | Historische Bereiche von Istanbul (Lage)                       | K   | 356  |                                                                                         |
| Türkei            | Nationalpark Göreme und Felsendenkmäler von Kappadokien (Lage) | K/N | 357  | umfasst den Historischen Nationalpark Göreme und verschiedene Felsbauten                |
| Türkei            | Große Moschee und Krankenhaus von Divriği (Lage)               | K   | 358  |                                                                                         |
| Zypern            | Bemalte Kirchen im Gebiet von Tróodos (Lage)                   | K   | 351  | 2001 erweitert                                                                          |

Folgende Kandidaturen wurden bis auf Weiteres verschoben, da einige Bedingungen für die Eintragung als Welterbe noch nicht erfüllt waren:
- Nationalpark Iguaçu (Brasilien)
- Jerasch (Jordanien)

Folgende Nominierungen wurden nicht in die Welterbeliste aufgenommen:
- Nationalpark Kokos-Insel (Costa Rica)
- Abtei St. Nicolas de Tolentin de Brou (Frankreich)
- Burg Karak (Jordanien)
- Tabaqat Fahl (Jordanien)

Darüber hinaus zog Libyen die Nominierung der archäologischen Stätte Ptolemais bei Tolmeitha zurück.

### Rote Liste
In die Liste des gefährdeten Welterbes aufgenommen wurden die Königspaläste von Abomey in Benin, die durch einen Tornado im Jahr 1984 Schäden erlitten hatten.